# 정무창
정무창(鄭茂昌, 1963년 2월 26일 ~ )은 대한민국의 정치인이다. 광주광역시의원을 지냈다.

## 학력
- 목포대학교 사회과학대학 법학과 졸업

## 경력
- 열린우리당 광주시당 광산구 당원협의회 주민복지특별위원장
- (사)한국B.B.S 광주전남연맹광산구지회 제3부회장
- 참좋은광산포럼 공동대표
- 2018.07 ~ 2022.06: 제8대 광주광역시의회 의원
- 2022.07 ~ : 제9대 광주광역시의회 의원
  - 2022.07 ~ 2024.06: 제9대 광주광역시의회 전반기 의장
- 2022.07 ~ 2023.09: 제18대 대한민국시도의회의장협의회 감사
- 2023.09 ~ 2024.06: 제18대 대한민국시도의회의장협의회 회원

## 역대 선거 결과
|  | 6.80% |

|  | 69.41% |

|  | 78.96% |